# Kilosa
Kilosa es un valiato de Tanzania perteneciente a la región de Morogoro.
En 2012, el valiato tenía una población de 438 175 habitantes.
El valiato se ubica en el noroeste de la región y su territorio limita con las regiones de Dodoma e Iringa. Alberga la mayor parte del parque nacional de Mikumi. La localidad se ubica a orillas del río Mkondoa, unos 60 km al oeste de la capital regional Morogoro, sobre la carretera B127 que une Korogwe con Mikumi.

## Subdivisiones
Se divide en las siguientes 35 katas:
- Berega
- Chanzulu
- Dumila
- Kasiki
- Kidete
- Kidodi
- Kilangali
- Kimamba A
- Kimamba B
- Kisanga
- Kitete
- Lumbiji
- Lumuma
- Mabula
- Mabwerebwere
- Madoto
- Magole
- Magomeni
- Magubike
- Maguha
- Malolo
- Mamboya
- Masanze
- Mbumi
- Mikumi
- Mkwatani
- Msowero
- Ruaha
- Rudewa
- Ruhembe
- Tindiga
- Ulaya
- Uleling'ombe
- Vidunda
- Zombo